# Quercus trojana
Quercus trojana là một loài thực vật có hoa trong họ Cử. Loài này được Webb miêu tả khoa học đầu tiên năm 1839.

## Hình ảnh

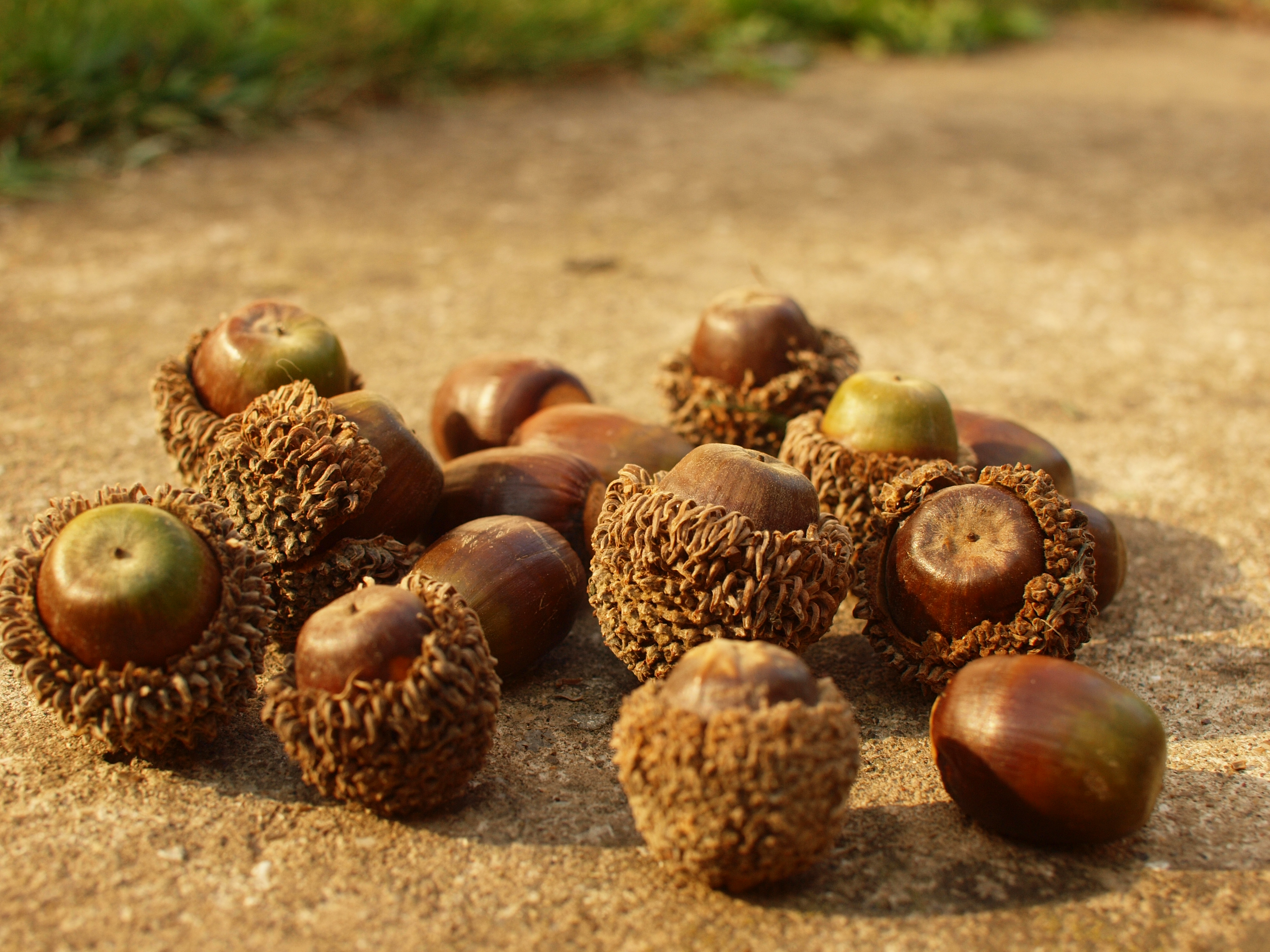
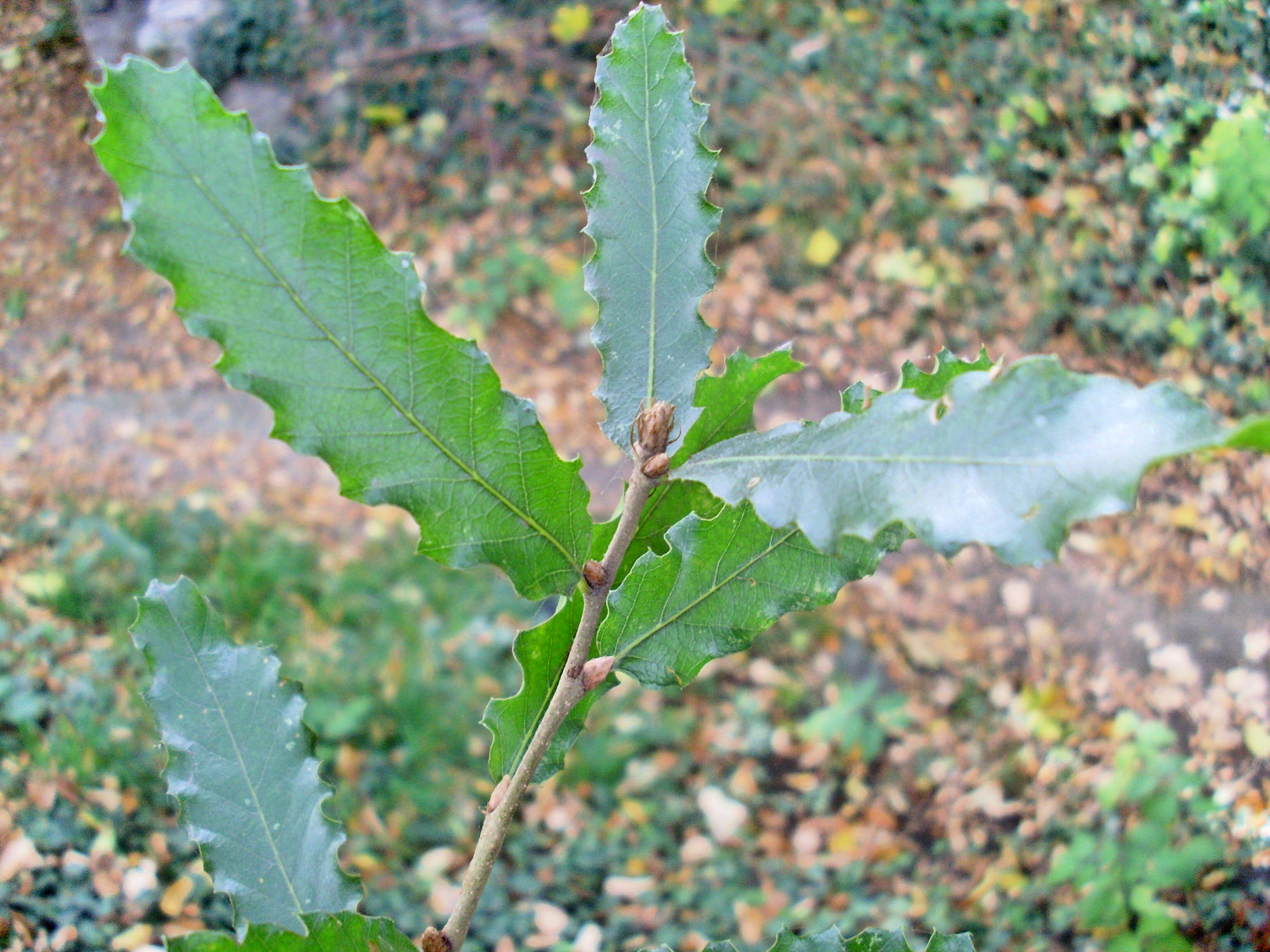
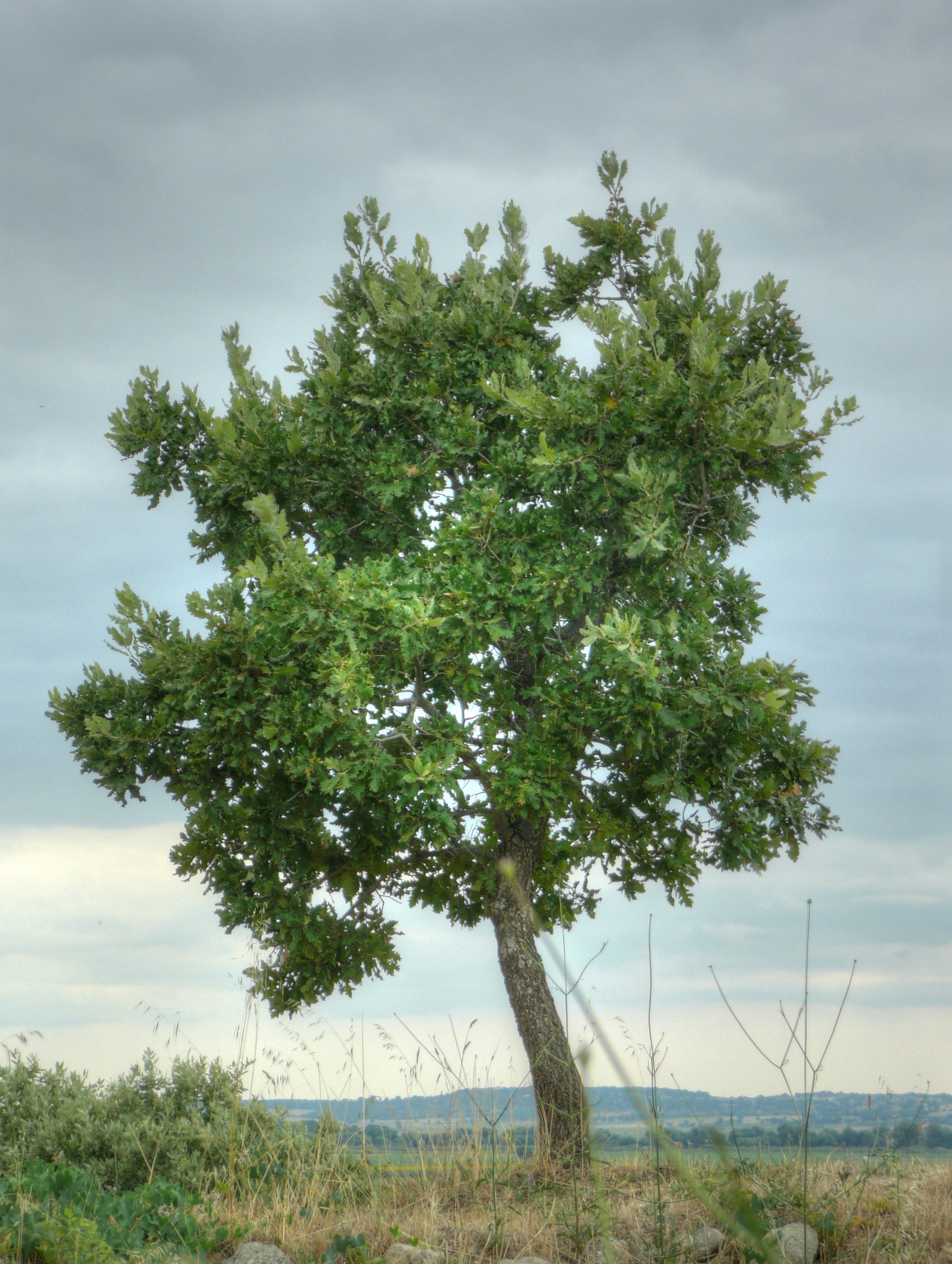